# کرومباد
کرومباد (به آلمانی: Krumbad) یک منطقهٔ مسکونی در آلمان است که در کرومباخ (شوابن) واقع شده‌است.